# Brides of Destruction
Brides of Destruction byla americká hardrocková superskupina. V roce 2002 ji založili Nikki Sixx z Mötley Crüe, jemuž nevyšel projekt se Slashem, který vytvořil Velvet Revolver, s bývalými členy skupiny Guns N' Roses a s Tracii Guns z kapely L.A. Guns. Skupina se rozpadla v roce 2006; za svoji čtyřletou kariéru stihla vydat dvě studiová alba Here Come the Brides (2004) a Runaway Brides (2005).

## Členové
- London LeGrand – zpěv (2002–2006)
- Tracii Guns – hlavní kytara, doprovodný zpěv (2002–2006)
- Nikki Sixx – baskytara,doprovodný zpěv (2002–2005)
- Scott Sorry – baskytara,doprovodný zpěv (2005)
- Jeremy Guns – baskytara (2005)
- John Corabi – kytara (2002-2003), doprovodný zpěv (2002–2003), hlavní kytara (2002)
- Adam Hamilton – kytara, doprovodný zpěv (2002)
- Ginger – kytara (2005)
- Kris Kohls – bicí (2002)
- Scot Coogan – bicí (2003–2006)

## Diskografie
- Here Come the Brides (2004)
- Runaway Brides (2005)